# Communauté de communes du Pays de Sées
La communauté de communes du Pays de Sées est  une ancienne communauté de communes française, située dans le département de l'Orne et la région Basse-Normandie.

## Histoire
Créée en décembre 1996, la communauté de communes fusionne le 1er janvier 2013 avec les communautés de communes du Pays de Mortrée et du Pays d'Essay pour former la communauté de communes des Sources de l'Orne.

## Composition
La communauté de communes regroupait douze communes du canton de Sées :
1. Aunou-sur-Orne
2. Belfonds
3. Le Bouillon
4. La Chapelle-près-Sées
5. La Ferrière-Béchet
6. Macé
7. Neauphe-sous-Essai
8. Neuville-près-Sées
9. Saint-Gervais-du-Perron
10. Saint-Hilaire-la-Gérard
11. Sées
12. Tanville

## Administration
| Période                                  | Période       | Identité             | Étiquette | Qualité       |
| ---------------------------------------- | ------------- | -------------------- | --------- | ------------- |
| janvier 1997                             | décembre 2012 | Jean-Pierre Fontaine |           | Maire de Macé |
| Les données manquantes sont à compléter. |               |                      |           |               |